# Fanny Cochrane Smith

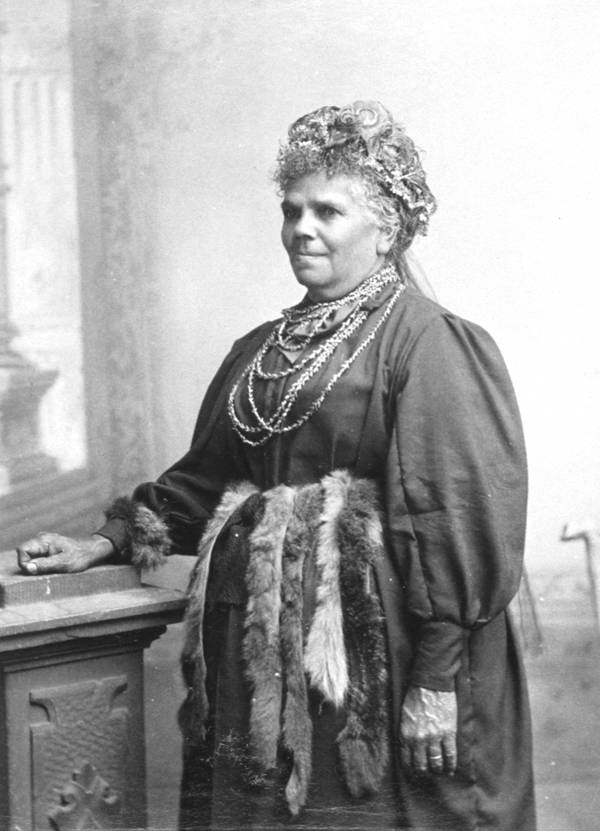
Fanny Cochrane Smith

Fanny Cochrane Smith (ur. ok. 1834, zm. 1905) – Aborygenka tasmańska, jako pierwsze dziecko urodziła się po przesiedleniu tubylczej ludności Tasmanii do Wybalena na Wyspie Flindersa. Była ostatnią osobą, dla której język tasmański był językiem ojczystym.
Tasmańskie pieśni ludowe w jej wykonaniu zostały w roku 1903 zapisane na cylindrach woskowych. Są to jedyne znane zapisy dźwiękowe języków tasmańskich.
Dochowała się jedenaściorga dzieci, a znaczny odsetek współczesnej tubylczej ludności Tasmanii to jej potomkowie. Od jej śmierci po dziś dzień toczy się spór, czy ona, czy też Truganini była ostatnią tasmańską Aborygenką czystej krwi.